# Emil Söderström
Carl Emil August Söderström, född 18 december 1818 i Ramsbergs socken, Örebro län, död 7 juni 1892 i Säters stadsförsamling, Kopparbergs län, var en latinsk skald och präst.
Emil Söderström var son till kontraktsprosten Carl Johan Söderström från Tillberga och hans hustru Sara Charlotta Pettersson från Ludvika. Han blev 1838 student vid universitetet i Uppsala, avlade 1845 präst- och sedan pastoralexamen i Västerås och blev 1871 komminister i Säter. Redan i unga år hade han till följd av ett fall blivit rörelsehindrad. År 1883 ådrog han sig under en tjänsteresa svår gikt, som under hans återstående liv gjorde honom sängbunden. Hans tröst under alla svårigheter och sjukdomar var skaldekonsten; han författade dels originaldikter på svenska, dels latinska dikter samt översättningar till och från latin. 
Länge var hans dikter bekanta endast för vänkretsen, och först under hans sista levnadsår kom en del av dem till en större allmänhets kännedom. De spridda dikterna, som dock delvis förstörts, utgavs av hans vän prosten Karl Fredrik Karlson och lektor Johan Bergman (Valda dikter, 3 delar 1895, 1896). Av dem må anföras flera svenska dikter, t. ex. Astræa, översättningar till svenska bland annat av Tösseprosten S. Fogelbergs lustiga Vita Holmdalii, en hel del latinska originaldikter, bland vilka Ad amicos samt en mängd översättningar från svenska till latin, såsom av Runebergs "Hanna", Malmströms "Angelica", Tegnérs "Hopp och minne", Wallins "Suckar mot döden". De två sista delarna innehåller under titel Psalterium suecanum översättningar av ej mindre än 224 psalmer i Svenska psalmboken.